# فرودگاه مورسیا-سان یاویر
فرودگاه مورسیا-سان یاویر (به انگلیسی: Murcia-San Javier Airport) (به زبان بومی: Aeropuerto de Murcia-San Javier) یک فرودگاه همگانی و نظامی با کد یاتا MJV است که یک باند فرود آسفالت دارد و طول باند آن ۲۳۰۰ متر است. این فرودگاه در شهر مورسیا کشور اسپانیا قرار دارد و در ارتفاع ۳٫۴ متری از سطح دریا واقع شده‌است.

## شرکت‌های هواپیمایی و مقصدهای پروازی
The following airlines operate regular scheduled and charter flights to and from Murcia:
| شرکت‌های هواپیمایی | مقصدهای پروازی |
| ----------------- | --- |
| ایر لینگاس        | فصلی: دوبلین |
| بریتیش ایرویز     | فصلی: هیترو لندن |
| ایزی‌جت            | بریستول، گاتویک فصلی: جنوبی لندن                                                                                       |
| جت۲.کام           | فصلی: ادینبرو، لیدز برادفورد، منچستر، نیوکاسل                                                                          |
| نروجین ایر شاتل   | فصلی: فلسلند برگن، گاردرموئن اسلو، سولا استاوانگر، ورنس تروندهایم                                                      |
| رایان‌ایر          | بیرمنگام، دوبلین، آیندهوون، گلاسگو پرستویک، لیدز برادفورد، لوتن لندن، استانستد لندن، منچستر فصلی: بورنموث، ایست میدلند |
| تراول سرویس       | پراگ رازیون |
| TUI fly Belgium   | آنتورپ، بروکسل جنوب شرلروآ                                                                                             |